# Minzheng (sockenhuvudort i Kina, Heilongjiang Sheng, lat 46,72, long 126,17)
Minzheng (kinesiska: 民政, 民政乡) är en sockenhuvudort i Kina. Den ligger i provinsen Heilongjiang, i den nordöstra delen av landet, omkring 110 kilometer norr om provinshuvudstaden Harbin. Antalet invånare är 26 144. Befolkningen består av 12 766 kvinnor och 13 378 män. Barn under 15 år utgör 11,0 %, vuxna 15-64 år 81 %, och äldre över 65 år 6,0 %.
Runt Minzheng är det ganska tätbefolkat, med 155 invånare per kvadratkilometer. Närmaste större samhälle är Qinggang, 6,5 km sydväst om Minzheng. Trakten runt Minzheng består till största delen av jordbruksmark.
Genomsnittlig årsnederbörd är 807 millimeter. Den regnigaste månaden är juli, med i genomsnitt 229 mm nederbörd, och den torraste är januari, med 8 mm nederbörd.